# 마건충
마건충(중국어 정체자: 馬建忠, 1845년 2월 9일 - 1900년 8월 14일)은 청나라 말의 사상가, 외교관, 정치가, 언어학자이다.
이홍장의 관리를 지내며 청일전쟁 강화조약에도 참관한 그의 자는 미숙(眉叔)이며, 장쑤성 전장 출신으로 마건훈과 마상백의 동생이다.

## 생애
가톨릭교도의 가정에서 태어났다. 둘째 형 마건훈은 중국 관리에게 발탁되어 이홍장의 막료가 되어 회군의 병량대를 맡았다. 넷째 형 마상백은 교육자로 전단 대학(震旦大學)과 푸단 대학의 설립자이다.
마건충은 어려서부터 과거를 목표로 사서오경을 배웠지만, 1853년 함풍제 3년에 태평천국 군이 난징에 입성하면서 가족은 상하이로 피난했다. 마건충과 형제들은 예수회가 설립한 서회공학(徐匯公学)에 입학하여 프랑스어와 라틴어를 배웠다. 제2차 아편 전쟁을 통해 서양의 학문을 배울 필요성을 절감하고, 라틴어, 프랑스어, 영어, 그리스어를 계속 공부했다.
1870년 동치 9년, 둘째 형 마건훈의 인도로 이홍장의 막료가 되어 문화 지식과 실력을 인정받았다. 1878년 광서 4년 낭중의 자격으로 이홍장 의해 국제법을 배우기 위하여 프랑스로 파견되었다. 동시에 프랑스 주재 공사 곽숭도의 통역이 되었다. 파리에서 중국인으로서는 처음으로 학사 학위를 받고, 파리 정치 대학에서 법학 학위를 얻었다.
1880년 광서 6년, 톈진으로 돌아와 이홍장 휘하에서 양무운동을 추진한다. 다음 해 1881년에는 아편 전매와 세수 문제의 해결을 위해 인도 제국에 파견되었다. 1882년에는 이홍장에 의해 조선에 파견되어 조선과 영국, 미국, 독일과의 조미수호통상조약 등 통상조약 체결을 추진한다. 임오군란이 발생하자 흥선대원군을 납치하여 연행했다. 그리고 청나라에서 사용되고 있는 청룡기를 모방한 황룡기 도안을 따르도록 고종에게 요구했으나 거절했다고 전해진다.
1884년, 당정추(唐廷樞)가 관리하는 ‘윤선상초국’(輪船商招局)에 들어 가 1890년에는 대외 무역의 발전과 민간 산업의 진흥을 주장한 《부민설》(富民說)을 저술하여 이홍장에 제출했다. 이홍장으로부터 상하이 기기직포국(上海機器職布局) 총재에 임명되기도 했지만, 경영난으로 사직하여 고향에 은퇴했지만, 1895년에 이홍장으로부터 베이징으로 호출되어 청일전쟁의 강화 조약을 맺기 위해에 일본으로 향한 이홍장을 보좌했다. 1896년 광서 22년, 상하이에서 〈시무보〉(時務報)의 주필인 량치차오(梁啓超)를 알게되어 《적가재기언기행》(適可斎記言記行)을 저술했다.
1898년 광서 26년, 중국인에 의해 저술된 최초의 중국의 문법서인 《문통(마씨문통)》(文通 또는 馬氏文通)을 저술 간행했다. (이미 서양인들에 의해 쓰여진 문법서는 여러 권 존재하고 있었다.) 오늘날 대부분의 학자들의 형인 마상백이 이 저서의 저술에 관여했다고 믿고 있다.
1900년 광서 28년 다시 이홍장에게 소환되었다가 같은 해에 사망했다.

## 사상
마건충은 통행료의 폐지, 관세 자주권의 회복, 무역 확대, 민간 산업의 진흥, 의회 제도의 채택을 주장했다. 또한 많은 사람들이 외국의 과학과 문화 지식을 흡수할 수 있도록 번역 서원을 개설하자고 제안했다.

## 저서
- 『適可斎記言記行』
- 『文通』
- 『勘旅順記』

## 같이 보기
- 양무운동
- 대한민국의 국기
- 마시문통